# Wolfgang Pahncke
Wolfgang Pahncke (* 9. November 1921 in Halle (Saale); † 15. Februar 1989 in Rostock) war ein deutscher Hochschullehrer und Sporthistoriker.

## Leben
Pahncke war der Sohn des Studienrats  Robert Pahncke, der zeitweilig die Landesschule Pforta leitete. 1940 machte er sein Abitur in Halle. Ab 1941 leistete er Kriegsdienst und war bis 1948 in sowjetischer Gefangenschaft. Nach seiner Rückkehr war er zunächst Waldarbeiter und Arbeiter bei der Reichsbahn. Von Herbst 1950 bis 1953 studierte er Pädagogik (Körpererziehung) in Rostock.
Ab 1953 wirkte Wolfgang Pahncke als Hochschulsportlehrer an der Universität Rostock. Von 1959 bis 1969 war er Dozent für Geschichte der Körperkultur (mit der Wahrnehmung beauftragt) sowie von 1969 bis 1976 Hochschuldozent für Theorie und Geschichte der sozialistischen Körperkultur.
Er veröffentlichte  Bücher zur Rostocker Sportgeschichte sowie zur Turngeschichte.

## Schriften
- Die Entstehung und die Entwicklung der Leibesübungen und der Körpererziehung in der Fürsten- und Landesschule Schulpforte. Diss. 1956
- Beiträge zur Rostocker Sportgeschichte. 6 Bände 1962–1979
- Zur Entwicklung von Körperkultur und Sport an der Universität Rostock von ihrer Gründung 1419 bis zum Jahre 1945. Diss. B (Habil.), 1972
- 25 Jahre Hochschulsportgemeinschaft der Universität Rostock. 1949-1974. 1974
- Schwimmen in Vergangenheit und Gegenwart. 2 Bände, Berlin: Sportverlag 1979
- Gerätturnen einst und jetzt. Berlin: Sportverlag 1983
- (Bearb.): Geschichte der Körperkultur: eine Auswahlbibliographie von Veröffentlichungen aus der Deutschen Demokratischen Republik. Hrsg. von d. Zentralbibliothek für Körperkultur u. Sport d. DDR an d. Dt. Hochsch. für Körperkultur, 1967, mit 5 Nachtragsbänden 1974, 1977, 1982, 1986, 1989